# Santa Rosalia-tó
A Santa Rosalia-tó (olaszul: Lago Santa Rosalia) mesterséges tó Olaszország Ragusa megyéjében, Szicília szigetén.
A Santa Rosalia az egyetlen tó a megyében. A víztározóhoz legközelebbi városok Giarratana 6,3 km-re és Ragusa 7,5 km-re délnyugatra.
Élővilága madarakban gazdag, a környéken megtalálható a holló (Corvus corax), a vörös vércse (Falco tinnunculus), valamint a vörös kánya (Milvus milvus) is.
Mellette halad el a Ragusából Giarratanába vezető 194-es állami út.

## A gát
A tavat egy 57,10 m magas gát befejezése után töltötték meg vízzel. Az építmény az Irminio folyónál lévő lefolyás magasabb részén található, Ragusa és Giarratana városok között. Az építési munkálatokat 1976. november 10-én kezdték el és 1983-ban fejezték be. A víztározót eredetileg mezőgazdasági célokra készítették, viszont napjainkban szabadidős horgászatra is használják.

## Fordítás
- Ez a szócikk részben vagy egészben  a   Lago di Santa Rosalia című angol Wikipédia-szócikk ezen változatának fordításán alapul.  Az eredeti cikk szerkesztőit annak laptörténete sorolja fel. Ez a jelzés csupán a megfogalmazás eredetét és a szerzői jogokat jelzi, nem szolgál a cikkben szereplő információk forrásmegjelöléseként.
- Ez a szócikk részben vagy egészben  a   Lago Santa Rosalia című olasz Wikipédia-szócikk ezen változatának fordításán alapul.  Az eredeti cikk szerkesztőit annak laptörténete sorolja fel. Ez a jelzés csupán a megfogalmazás eredetét és a szerzői jogokat jelzi, nem szolgál a cikkben szereplő információk forrásmegjelöléseként.